# Sylfik pawi
Sylfik pawi (Lophornis pavoninus) – gatunek małego ptaka z podrodziny paziaków w rodzinie kolibrowatych (Trochilidae). Występuje głównie na terenie południowo-środkowej i południowo-wschodniej Wenezueli. Jest klasyfikowany jako gatunek najmniejszej troski (LC, ang. Least Concern).

## Systematyka
Takson ten po raz pierwszy zgodnie z zasadami nazewnictwa binominalnego opisali angielscy zoolodzy Osbert Salvin i Frederick DuCane Godman w 1882 roku na łamach „Ibis”. Autorzy nadali ptakowi nazwę Lophornis pavoninus i nadana przez nich nazwa naukowa jest aktualna. Jako miejsce typowe autorzy podali Merumé Mountains w Gujanie Brytyjskiej. Niekiedy gatunek ten zaliczany był razem z sylfikiem zielonokryzym (Lophornis chalybeus) i sylfikiem zielonoczelnym (Lophornis verreauxii) do nieuznawanego obecnie rodzaju Polemistria. Wyróżnia się dwa podgatunki Lophornis pavoninus:
- L. p. duidae Chapman, 1929
- L. p. pavoninus Salvin & Godman, 1882

### Etymologia
- Lophornis: gr. λοφος lophos „czub, grzebień”; ορνις ornis, ορνιθος ornithos „ptak”[11].
- pavoninus: łac. pavoninus – „przypominający pawia”[12].

## Morfologia
Sylfik pawi jest małym ptakiem o prostym i cienkim czarnym dziobie. Tęczówki czarne. Nogi i stopy czarniawe. Występuje dymorfizm płciowy. Samiec ma złotozieloną błyszczącą głowę z czarniawym paskiem na środku. Górne części ciała ciemnozielone na zadzie biały pas. Pokrywy nadogonowe ciemniejsze. Ogon lekko rozwidlony, sterówki fioletowobrązowe. Gardło czarne, reszta spodnich części ciała szarozielona. Posiada charakterystyczne dosyć szerokie i długie, zielone kępki policzkowe z dużymi czarnoniebieskimi plamami na końcach. Samica nie ma kępek policzkowych. Górna część ciała złotobrązowa z jasnobiałym paskiem na zadzie. Podgardle białawe z czarnymi smugami, w okolicach dzioba lekko rdzawe przebarwienia. Dolne części ciała czarno-biało-zielone. Ogon szarawy z szerokim fioletowobrązowym zakończeniem. Zewnętrzna para sterówek ma białe końcówki. Podgatunek L. p. duidae ma wyraźną czarną linię na szczycie głowy. Młode osobniki podobne do samic. Długość ciała około 9,7 cm.

## Zasięg występowania
Zasięg występowania (EOO, Extent of Occurrence) sylfika pawiego według szacunków organizacji BirdLife International obejmuje 223 tys. km². Dolna granica występowania określana jest na 500 m n.p.m., a górna na 2000 m n.p.m. Poszczególne podgatunki zamieszkują:
- L. p. duidae – Cerro Duida w stanie Amazonas w południowej Wenezueli,
- L. p. pavoninus – obszary Ptari-tepui i Sierra de Lema we wschodniej Wenezueli, Roraima na pograniczu Wenezueli i Brazylii oraz góry Merumé w Gujanie.

## Ekologia i zachowanie
Sylfik pawi występuje w pierwotnych wilgotnych lasach wiecznie zielonych, na obrzeżach lasów i polanach. Niewiele wiadomo o diecie tego gatunku, składa się głównie z nektaru kwiatów roślin z rodzajów lantana, jeżyna, szałwia i Inga, z rodzin bromeliowatych (Bromeliaceae), rutowatych (Rutaceae) i astrowatych (Compositae); skład diety uzupełniają stawonogi. Żeruje samotnie lub w małych grupach w koronach drzew. Długość pokolenia jest określana na 4,2 roku.

### Rozmnażanie
Nie ma wielu informacji na temat rozmnażania i gniazdowania tego gatunku. Okres lęgowy nie jest określony. Gniazdo w kształcie miseczki zawieszone jest na poziomych gałęziach na wysokości około 2 m nad powierzchnią ziemi. W lęgu 2 jaja. Okres inkubacji 13–14 dni. Wysiadywaniem jaj i opieką nad pisklętami zajmuje się wyłącznie samica. Młode są w pełni opierzone po 20 dniach od wyklucia.

## Status
W Czerwonej księdze gatunków zagrożonych IUCN sylfik pawi jest klasyfikowany jako gatunek najmniejszej troski (LC, ang. Least Concern). Liczebność populacji nie została oszacowana, zaś trend liczebności populacji oceniany jest jako umiarkowanie spadkowy. Gatunek ten opisywany jest jako rzadki.